# Силицид стронция
Силицид стронция — бинарное неорганическое соединение стронция и кремния с формулой SrSi2, белые кристаллы.

## Получение
- Сплавление оксида или карбоната стронция, кремния или оксида кремния с углём:

{\displaystyle {\mathsf {SrO+2\ Si+C\ {\xrightarrow {>T^{o}C}}\ SrSi_{2}+CO}}}
{\displaystyle {\mathsf {SrCO_{3}+2\ SiO+3\ C\ {\xrightarrow {>T^{o}C}}\ SrSi_{2}+3\ CO+CO_{2}}}}

## Физические свойства
Силицид стронция образует белые кристаллы.

## Химические свойства
- Разлагается водой:

{\displaystyle {\mathsf {SrSi_{2}+6\ H_{2}O\ {\xrightarrow {\ }}\ Sr(OH)_{2}+2\ SiO_{2}+5\ H_{2}}}}
- Реагирует с минеральными кислотами.